# Ponale (metropolitana di Milano)
Ponale è una stazione della linea M5 della metropolitana di Milano.

## Storia
I lavori per la realizzazione della prima tratta, che comprende la stazione, iniziarono nel settembre 2007. La stazione venne poi attivata il 10 febbraio 2013.

## Strutture e impianti
Ponale, come tutte le altre stazioni della linea M5, è accessibile ai disabili. Rientra inoltre nell'area urbana della metropolitana milanese.
Sorge all'incrocio fra viale Fulvio Testi, via Ponale e via Chiese e presenta uscite solo in viale Fulvio Testi.

## Interscambi
Nelle vicinanze della stazione effettuano fermata alcune linee urbane, tranviarie e automobilistiche, gestite da ATM.
- Fermata tram (Ponale M5, linea 31)
- Fermata autobus

## Servizi
La stazione dispone di:
- Accessibilità per portatori di handicap
- Ascensori
- Scale mobili
- Emettitrice automatica biglietti
- Servizi igienici
- Stazione video sorvegliata